# Grlište
Grlište (cyr. Грлиште) – wieś w Serbii, w okręgu zajeczarskim, w mieście Zaječar. W 2011 roku liczyła 697 mieszkańców.